# Marc Aquili Règul
Marc Aquili Règul (en llatí Marcus Aquilius Regulus) era un dels delatores o informadors de Neró.
Mercès a les seves informacions va passar de la pobresa a una gran riquesa. Sota Vespasià va ser acusat davant del senat i el va defensar Luci Vipstà Messal·la, que és descrit com el seu frater (potser un cosí o germà per adopció). Sota Domicià va tornar a exercir el mateix ofici, i es va convertir en un dels instruments de la crueltat d'aquest tirà. Va sobreviure a Domicià. Plini parla d'ell amb menyspreu i diu que era detestat per tothom. Marcial, en canvi, l'elogia, i diu que amb prou feines podria trobar les paraules per celebrar les virtuts, la saviesa i l'eloqüència de Règul.